# Adam Wiercioch
Adam Andrzej Wiercioch (Gliwice, 1980. november 1. –) Európa-bajnok, olimpiai ezüstérmes lengyel párbajtőrvívó.